# サム・ワナメイカー
サミュエル・ワナメイカー（Samuel Wanamaker、1919年6月14日 - 1993年12月18日）は、アメリカ合衆国の映画監督、舞台監督、俳優。

## 経歴

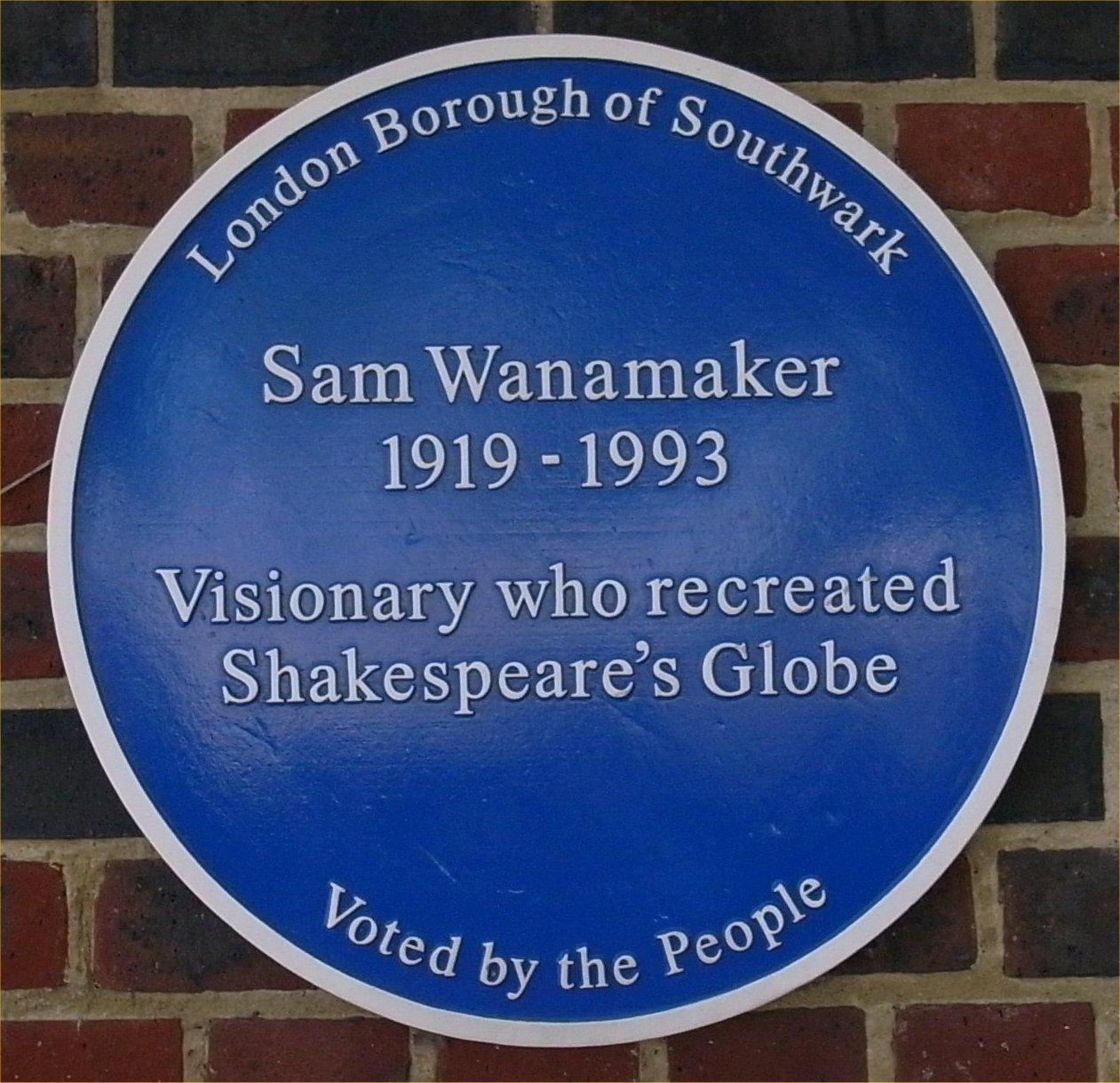
シェイクスピアズ・グローブにあるブルー・プラーク

イリノイ州シカゴにて東欧ユダヤ系移民の子として生まれる。17歳で俳優活動を始める。シカゴのグッドマン・シアターでの養成期間を経て、同じくシカゴのサマーストック・シアターに参加、ブロードウェイや地方巡業の舞台にも立った。
アイオワ州のドレイク大学で学び、第二次世界大戦中の1943年から1946年まで陸軍で服務した。 
1950年代初頭のイギリスで『Mr. Denning Drives North』を撮影した後、下院非米活動委員会（HUAC）のブラック・リストに載せられたと知り、ワナメイカーは帰米を拒否、以後はイギリスに移住、ロンドンで活躍した。
- 1952年、ロンドンでデビューする。
- 1957年、リバプールのニュー・シェイクスピア・シアター（New Shakespeare Theatre）の監督に指名される。
- 1959年、ストラトフォード・アポン・エイボンのシェイクスピア・メモリアル・シアターに参加。
- 1960年代および70年代にはウエスト・エンドのコヴェント・ガーデンなどでプロデューサーや監督を務めた。これには、1974年のシェイクスピア生誕祭（Shakespeare Birthday Celebrations）も含まれる。

また、映画やテレビで監督また俳優としても活動した。出演した映画には『らせん階段』（1974年）、『プライベート・ベンジャミン』（1980年）、『スーパーマン4/最強の敵』（1986年）、『赤ちゃんはトップレディがお好き』（1987年）がある。
1940年、カナダ人のシャーロット・ホランドと結婚。彼女は1940年代アメリカのラジオ・ドラマのスターで後に女優となったが、1997年に82歳で癌のため逝去。1970年代、ワナメイカーはアメリカ人の女優のジャン・スターリングと親密な交際を始めた。2人は結婚はしなかったが、彼の死まで一緒であった。
ワナメイカーはInternational Shakespeare Globe Centreの設立者でもあり、ロンドンのグローブ座再興に大きな役割を果たしたが、新劇場シェイクスピアズ・グローブのオープンを見ることなく1993年に前立腺癌のため逝去した。1989年にベンジャミン・フランクリン・メダルを受賞。
3人の娘がいる。アビー、ジェシカ、そして女優となったゾーイである。

## 出演作品
| 公開年 | 邦題 原題 | 役名                         | 備考           | 日本語吹替                                                                      |
| ------ | --- | ---------------------------- | -------------- | ------------------------------------------------------------------------------- |
| 1949   | コンクリートの中の男 Give Us This Day                                                                                           | ジェレミオ                   |                |                                                                                 |
| 1960   | コンクリート・ジャングル The Criminal                                                                                           |                              |                |                                                                                 |
| 1962   | 隊長ブーリバ Taras Bulba | フィリペンコ                 |                | 雨森雅司（テレビ朝日旧版） 小林清志（テレビ朝日新版）                           |
| 1965   | 寒い国から帰ったスパイ The Spy Who Came In from the Cold                                                                        | ピーターズ                   |                | 外山高士                                                                        |
| 1965   | 素晴らしきヒコーキ野郎 Those Magnificent Men in Their Flying Machines or How I Flew from London to Paris in 25 hours 11 minutes | ジョージ・グルーバー         |                |                                                                                 |
| 1967   | 魚が出てきた日 The Day the Fish Came Out                                                                                        | エライアス                   |                | 外山高士                                                                        |
| 1975   | らせん階段 The Spiral Staircase                                                                                                 |                              |                |                                                                                 |
| 1976   | 暗殺者を撃て The Sell Out | ハリー・シックルズ           |                | 坂口芳貞                                                                        |
| 1976   | さすらいの航海 Voyage of the Damned                                                                                             | カール・ローゼン             |                | 加藤精三                                                                        |
| 1978   | ナイル殺人事件 Death on the Nile                                                                                                | ロックフォード               |                |                                                                                 |
| 1980   | プライベート・ベンジャミン Private Benjamin                                                                                     | テディ・ベンジャミン         |                | 宮川洋一                                                                        |
| 1980   | コンペティション The Competition                                                                                                | アンドリュー・アースキン     |                | 阪脩                                                                            |
| 1984   | ペーパー・ファミリー Irreconcilable Differences                                                                                 |                              |                |                                                                                 |
| 1986   | ゴリラ Raw Deal | ルイジ・パトロヴィータ       |                | 宮内幸平（TBS版） 富田耕生（テレビ朝日版） 間宮康弘（テレビ朝日版追加収録部分） |
| 1987   | スーパーマン4/最強の敵 Superman IV: The Quest for Peace                                                                         | デヴィッド・ウォーフィールド |                | 大木民夫                                                                        |
| 1987   | 赤ちゃんはトップレディがお好き Baby Boom                                                                                        | フリッツ・カーティス         |                | 大木民夫                                                                        |
| 1988   | ジャッジメント・イン・ベルリン Judgment in Berlin                                                                               |                              |                |                                                                                 |
| 1991   | 真実の瞬間 Guilty by Suspicion                                                                                                  | フェリックス・グラフ         |                | 村松康雄                                                                        |
| 1991   | ピュア・ラック Pure Kuck | ハイスミス                   |                | 宮田光                                                                          |
| 1992   | シティ・オブ・ジョイ City of Joy                                                                                                |                              | クレジットなし |                                                                                 |
| 1993   | ロイ・シャイダー in ワイルドサンダー/炎の追跡 Wild Justice                                                                      | キングストン・パーカー       | テレビ映画     | 大木民夫                                                                        |

## 監督作品
- 黄金線上の男 The File of the Golden Goose （1969年）
- 華麗なる暗殺 The Executioner （1970年）
- マーベリックの黄金　Catlow （1971年）
- 刑事コロンボ: 殺しの序曲 （1977年） テレビシリーズ
- シンドバッド虎の目大冒険　Sinbad and the Eye of the Tiger （1977年）
- 刑事コロンボ: おもちゃの兵隊 Columbo: Grand Deceptions （1989年） テレビシリーズ